# Supercopa de Ecuador 2025
La Supercopa de Ecuador 2025, llamada oficialmente «Supercopa Ecuador Ecuabet DirecTV 2025» por motivos de patrocinio, fue la cuarta edición de la Supercopa de Ecuador. El partido se disputó el 1 de febrero de 2025 en el estadio Gonzalo Pozo Ripalda, en Quito. Se jugó entre Liga Deportiva Universitaria, campeón de la Serie A de Ecuador 2024 y el Club Deportivo El Nacional, campeón de la Copa Ecuador 2024.
Liga Deportiva Universitaria se consagró campeón después de vencer a El Nacional por 5-4 en la tanda de penaltis tras empatar 0-0 en el tiempo reglamentario, el equipo albo logró su tercer título en la historia de la Supercopa Ecuador.

## Equipos participantes
| Liga Deportiva Universitaria |  |  |  | Campeón de la Serie A de Ecuador 2024 |
| Club Deportivo El Nacional   |  |  |  | Campeón de la Copa Ecuador 2024       |

## Antecedentes
En la cuarta edición de la final de este torneo fue la primera vez que ambos clubes definieron en un solo partido al supercampeón de Ecuador. En la temporada 2024, por Copa Ecuador, El Nacional derrotó al Independiente del Valle 1-0 en la final única disputada en el estadio Rodrigo Paz Delgado, fue el segundo título de copa para el equipo militar. En la final de la LigaPro, Liga derrotó 3-1 a Independiente del Valle en el marcador global, la ida en «Casa Blanca» la ganó el equipo albo 3-0, mientras que la vuelta en Chillo-Jijón fue victoria rayada por 1-0; de tal manera consiguió su décimo tercer título en campeonatos ecuatorianos de fútbol y el tercer bicampeonato de su historia.
En toda la historia del fútbol ecuatoriano fue la tercera vez que LDU y El Nacional se enfrentaron en una definición oficial por un título. Previamente jugaron la final del Campeonato Ecuatoriano de Fútbol 1974 con victoria global 2-1 para Liga, ese fue el segundo título para los albos en su trayectoria local; la otra ocasión tuvo lugar en el Campeonato de 1999 donde los azucenas volvieron a ganar en el global por 4-1 alcanzando así su sexta estrella nacional.
| Equipos                      | Finales jugadas anteriormente |
| ---------------------------- | ----------------------------- |
| Liga Deportiva Universitaria | 2020, 2021                    |
| Club Deportivo El Nacional   | Ninguna                       |

## Modo de disputa
La fase se disputó por eliminación directa a partido único en cancha neutral y contó con el árbitro asistente de video (VAR). Al producirse empate se procedió a la definición por tiros desde el punto penal sin prórroga previa. El ganador se coronó campeón de la cuarta edición de la Supercopa de Ecuador, el torneo fue organizado por la Federación Ecuatoriana de Fútbol.

## Sede
La sede designada fue el estadio Gonzalo Pozo Ripalda, ubicado en la ciudad de Quito, provincia de Pichincha.
| Quito                        |
| ---------------------------- |
| Estadio Gonzalo Pozo Ripalda |
| Capacidad: 18 799            |
|                              |

## Partido
- El horario corresponde al huso horario continental de Ecuador: (UTC-5).[24][25]

|                   | vs.                 |
| El Nacional 0 (4) | Liga de Quito 0 (5) |

### El Nacional - Liga Deportiva Universitaria
| 1 de febrero | El Nacional                                | 0:0 (4:5 p.)               | Liga de Quito                                  | Estadio Gonzalo Pozo Ripalda, Quito                                          |                                                                              |
| 19:00        |                                            | Reporte                    |                                                | Asistencia: 13 963 espectadores Árbitro(s): Yerson Zambrano VAR: Luis Quiroz | Asistencia: 13 963 espectadores Árbitro(s): Yerson Zambrano VAR: Luis Quiroz |
|              |                                            | Tiros desde el punto penal |                                                |                                                                              |                                                                              |
|              | Flor · Bedoya · Martínez · Vélez · Ledesma |                            | Alzugaray · Arce · Estrada · Quiñónez · Gruezo |                                                                              |                                                                              |

### Ficha del partido
| 1          | Guardameta     | David Cabezas       |     |
| 25         | Defensa        | Marco Montaño       | 78' |
| 4          | Defensa        | Rommel Cabezas      |     |
| 32         | Defensa        | Anthony Bedoya      |     |
| 21         | Defensa        | Fernando Mora       |     |
| 11         | Centrocampista | Darío Pazmiño       | 78' |
| 17         | Centrocampista | Charles Vélez       |     |
| 29         | Centrocampista | José Cevallos Jr.   | 89' |
| 19         | Delantero      | Eddy Mejía          | 22' |
| 16         | Delantero      | Jhon Jairo Cifuente | 89' |
| 20         | Delantero      | Jawer Guisamano     | 78' |
| Entrenador | Entrenador     | Omar Asad           |     |

| 22         | Guardameta     | Alexander Domínguez |       |
| 31         | Defensa        | Daniel de la Cruz   |       |
| 4          | Defensa        | Ricardo Adé         |       |
| 30         | Defensa        | Gian Franco Allala  |       |
| 33         | Defensa        | Leonel Quiñónez     |       |
| 20         | Centrocampista | Fernando Cornejo    | 71'   |
| 8          | Centrocampista | Carlos Gruezo       |       |
| 15         | Centrocampista | Gabriel Villamíl    | 46'   |
| 29         | Delantero      | Bryan Ramírez       | 90+6' |
| 19         | Delantero      | Álex Arce           |       |
| 7          | Delantero      | Lautaro Pastrán     | 28'   |
| Entrenador | Entrenador     | Pablo Sánchez       |       |

| 5  | Defensa        | José Flor      | 22' |
| 6  | Centrocampista | Marcos Olmedo  | 78' |
| 13 | Centrocampista | Édison Caicedo | 78' |
| 15 | Centrocampista | Adrián Cela    | 78' |
| 8  | Delantero      | Fidel Martínez | 89' |
| 21 | Delantero      | Ángel Ledesma  | 89' |

| 9  | Delantero | Lisandro Alzugaray | 28'   |
| 11 | Delantero | Michael Estrada    | 46'   |
| 10 | Delantero | Alexander Alvarado | 71'   |
| 17 | Delantero | Darío Mina         | 90+6' |

| José Flor      | Acierto de penal         | 1:0 |                  |                    |
|                |                          | 1:1 | Acierto de penal | Lisandro Alzugaray |
| Anthony Bedoya | Acierto de penal         | 2:1 |                  |                    |
|                |                          | 2:2 | Acierto de penal | Álex Arce          |
| Fidel Martínez | Acierto de penal         | 3:2 |                  |                    |
|                |                          | 3:3 | Acierto de penal | Michael Estrada    |
| Charles Vélez  | Fallo de penal (atajado) | 3:3 |                  |                    |
|                |                          | 3:4 | Acierto de penal | Leonel Quiñónez    |
| Ángel Ledesma  | Acierto de penal         | 4:4 |                  |                    |
|                |                          | 4:5 | Acierto de penal | Carlos Gruezo      |

| Amonestado | 5'    | Marco Montaño |
| Amonestado | 45+1' | David Cabezas |

| Amonestado | 11' | Bryan Ramírez       |
| Amonestado | 23' | Leonel Quiñónez     |
| Amonestado | 44' | Alexander Domínguez |

| Expulsado | 18'   | Rommel Cabezas |
| Expulsado | 90+4' | Édison Caicedo |

| Árbitro             | Yerson Zambrano   |
| Árbitros asistentes | David Vacacela    |
| Árbitros asistentes | Mauricio Lozada   |
| Cuarto árbitro      | Henry Arízaga     |
| VAR                 | Luis Quiroz       |
| Adicional VAR       | Christian Lescano |

| 1          | Guardameta     | David Cabezas       |     |
| 25         | Defensa        | Marco Montaño       | 78' |
| 4          | Defensa        | Rommel Cabezas      |     |
| 32         | Defensa        | Anthony Bedoya      |     |
| 21         | Defensa        | Fernando Mora       |     |
| 11         | Centrocampista | Darío Pazmiño       | 78' |
| 17         | Centrocampista | Charles Vélez       |     |
| 29         | Centrocampista | José Cevallos Jr.   | 89' |
| 19         | Delantero      | Eddy Mejía          | 22' |
| 16         | Delantero      | Jhon Jairo Cifuente | 89' |
| 20         | Delantero      | Jawer Guisamano     | 78' |
| Entrenador | Entrenador     | Omar Asad           |     |

| 22         | Guardameta     | Alexander Domínguez |       |
| 31         | Defensa        | Daniel de la Cruz   |       |
| 4          | Defensa        | Ricardo Adé         |       |
| 30         | Defensa        | Gian Franco Allala  |       |
| 33         | Defensa        | Leonel Quiñónez     |       |
| 20         | Centrocampista | Fernando Cornejo    | 71'   |
| 8          | Centrocampista | Carlos Gruezo       |       |
| 15         | Centrocampista | Gabriel Villamíl    | 46'   |
| 29         | Delantero      | Bryan Ramírez       | 90+6' |
| 19         | Delantero      | Álex Arce           |       |
| 7          | Delantero      | Lautaro Pastrán     | 28'   |
| Entrenador | Entrenador     | Pablo Sánchez       |       |

| 5  | Defensa        | José Flor      | 22' |
| 6  | Centrocampista | Marcos Olmedo  | 78' |
| 13 | Centrocampista | Édison Caicedo | 78' |
| 15 | Centrocampista | Adrián Cela    | 78' |
| 8  | Delantero      | Fidel Martínez | 89' |
| 21 | Delantero      | Ángel Ledesma  | 89' |

| 9  | Delantero | Lisandro Alzugaray | 28'   |
| 11 | Delantero | Michael Estrada    | 46'   |
| 10 | Delantero | Alexander Alvarado | 71'   |
| 17 | Delantero | Darío Mina         | 90+6' |

| José Flor      | Acierto de penal         | 1:0 |                  |                    |
|                |                          | 1:1 | Acierto de penal | Lisandro Alzugaray |
| Anthony Bedoya | Acierto de penal         | 2:1 |                  |                    |
|                |                          | 2:2 | Acierto de penal | Álex Arce          |
| Fidel Martínez | Acierto de penal         | 3:2 |                  |                    |
|                |                          | 3:3 | Acierto de penal | Michael Estrada    |
| Charles Vélez  | Fallo de penal (atajado) | 3:3 |                  |                    |
|                |                          | 3:4 | Acierto de penal | Leonel Quiñónez    |
| Ángel Ledesma  | Acierto de penal         | 4:4 |                  |                    |
|                |                          | 4:5 | Acierto de penal | Carlos Gruezo      |

| Amonestado | 5'    | Marco Montaño |
| Amonestado | 45+1' | David Cabezas |

| Amonestado | 11' | Bryan Ramírez       |
| Amonestado | 23' | Leonel Quiñónez     |
| Amonestado | 44' | Alexander Domínguez |

| Expulsado | 18'   | Rommel Cabezas |
| Expulsado | 90+4' | Édison Caicedo |

| Árbitro             | Yerson Zambrano   |
| Árbitros asistentes | David Vacacela    |
| Árbitros asistentes | Mauricio Lozada   |
| Cuarto árbitro      | Henry Arízaga     |
| VAR                 | Luis Quiroz       |
| Adicional VAR       | Christian Lescano |

|                                                  |
|                                                  |
| Campeón Liga Deportiva Universitaria 3.er título |